# Laphria flavescens
Laphria flavescens är en tvåvingeart som beskrevs av Macquart 1838. Laphria flavescens ingår i släktet Laphria och familjen rovflugor. Inga underarter finns listade i Catalogue of Life.